# Alphabet
Pour les articles homonymes, voir Alphabet (homonymie).
 (novembre 2016).
Si vous disposez d'ouvrages ou d'articles de référence ou si vous connaissez des sites web de qualité traitant du thème abordé ici, merci de compléter l'article en donnant les références utiles à sa vérifiabilité et en les liant à la section « Notes et références ».

Lettres de l'alphabet phénicien.

Un alphabet (de alpha et bêta, les deux premières lettres de l’alphabet grec) est un système d'écriture constitué d'un ensemble de symboles dont chacun représente, par exemple, un des phonèmes d’une langue.

## Introduction
Chacun des symboles d'un alphabet ou graphèmes, est appelé « lettre ». Dans les cas les plus simples, chaque lettre correspond à un phonème de la langue et inversement. Certaines lettres peuvent recevoir un ou plusieurs diacritiques afin d’étendre le stock de graphèmes si celui-ci est insuffisant pour noter les sons de la langue ou permettre d’éviter les ambiguïtés. De la même manière, un alphabet peut être étendu par l’utilisation de digrammes ou encore de lettres supplémentaires.

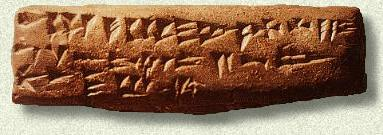
Tablette scolaire sur laquelle sont inscrites les lettres de l'alphabet ougaritique. L'une des plus anciennes attestations de l'ordre alphabétique ABCD.

Les évolutions phonétiques d’une langue se produisant à un rythme différent de l’évolution écrite, l’écriture alphabétique ne garantit en aucune manière une correspondance biunivoque entre les phonèmes et les graphèmes. Ainsi en français, /s/ se note aussi bien c, ç, s, ss, sc, t ou x. A contrario, s peut se prononcer /s/, /z/ ou être muet. Le français comporte même des homographes non homophones comme dans les phrases « Le vent est à l’est » ou « les poules du couvent couvent ». Certaines langues, notamment les langues construites comme l’espéranto ou le pandunia, ont a contrario une écriture totalement phonétique. Dans la majorité des cas, avec quelques exceptions comme le hongrois, ce sont des langues écrites depuis peu dont la transcription au moyen de signes alphabétiques a fait l’objet d’une recherche planifiée[réf. nécessaire].
Enfin, un alphabet n'est pas toujours relié à une forme d'écriture manuscrite mais demeure une collection de symboles comme dans les alphabets braille, sémaphore, morse.

## Histoire
Les plus anciennes traces de l'ancêtre de tous les alphabets actuels se situent dans le désert du Sinaï aux alentours du XVe siècle av. J.-C. Cet alphabet est exclusivement consonantique (abjad). Les lettres sont initialement représentées par des pictogrammes apparentés aux hiéroglyphes égyptiens mais servent à noter une langue sémitique. Par exemple « A » (retourné) figurait une tête de taureau avec ses cornes ; on a utilisé ce pictogramme pour noter le son initial du nom qui désignait la chose dans la langue (A=aleph, nom du taureau en Hébreu - ou bœuf) ; enfin, on a donné à la lettre alphabétique nouvelle le nom de la chose que figurait le pictogramme originel (aleph est le nom de la lettre A).

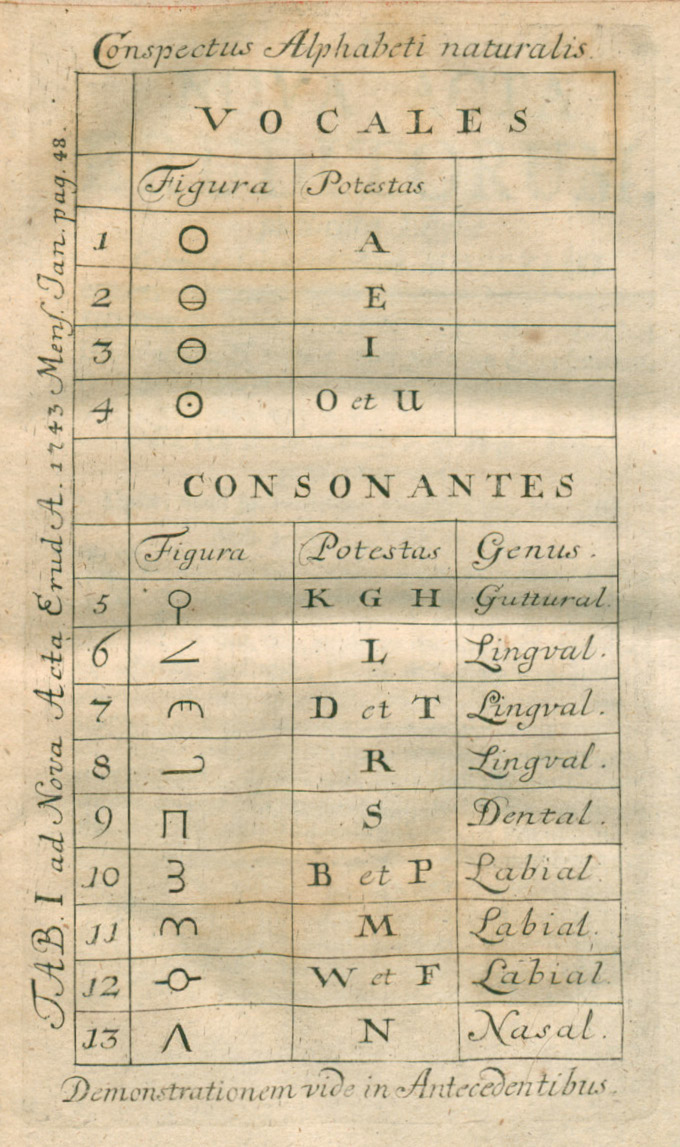
Illustration de Acta Eruditorum, 1743

Les premiers alphabets de l’histoire sont l’alphabet ougaritique et l’alphabet linéaire (ou alphabet protosinaïtique), deux abjad d’ailleurs déjà classés dans l’ordre alphabétique levantin. Il est suivi par celui des Phéniciens, alphabet consonantique de 22 consonnes, dont les descendants sont nombreux, et parmi lesquels on trouve aussi bien l’alphabet araméen que l’alphabet latin.
Les deux premières lettres de l’alphabet grec, α (alpha) et β (bêta), ont pour origine les deux premières lettres phéniciennes : le coup de glotte et /b/, dont le nom signifiait vraisemblablement « taureau » et « maison ».
Françoise Briquel-Chatonnet a proposé en 2006 pour les écritures alphabétiques la chronologie suivante :
```
──o Écritures protosémitiques
  ├─o 
Alphabet linéaire ou Protosinaïque
 
(
XVI
e
 
siècle
 
av. J.-C.
)

  ├─o 
Ougaritique
 
(
XIII
e
 
siècle
 
av. J.-C.
)

? ?
 |└─o Écritures 
arabiques
 
(début du 
X
e
 
siècle
 
av. J.-C.
)

 |  ├─o Nord-arabiques (
Safaïtique
, 
Thamoudéen
, etc.)
 |  └─o Sud-arabiques
 |    └─o 
Guèze

 |    └─o 
Himyarite

 └─o 
Phénicien
 
(
XI
e
 
siècle
 
av. J.-C.
 - 
X
e
 
siècle
 
av. J.-C.
)

      ├─o 
Paléo-hébreu
 
(
IX
e
 
siècle
 
av. J.-C.
, remplacé au 
VI
e
 
siècle
 
av. J.-C.
 par l’
Hébreu carré
)

      ├─o 
Punique

      ├─o 
Araméen
 
(
IX
e
 
siècle
 
av. J.-C.
)

      | ├─o 
Hébreu carré
 
(
VI
e
 
siècle
 
av. J.-C.
)

      | ├─o Écritures d’
Asie centrale
 (
Sogdien
, 
Ouïgour
, 
Mongol
, 
Mandchou
, etc.)
      | ├─o 
Karoshti
 
(
III
e
 
siècle
 
av. J.-C.
)

      | ├─o 
Brahmi
 
(milieu du 
III
e
 
siècle
 
av. J.-C.
)

      | ├─o 
Nabatéen
 
(
I
er
 
siècle
 
av. J.-C.
)

      | └─o 
Syriaque
 
(
I
er
 
siècle 
apr. J.-C.
)

      | :
      |   └─o 
Arabe
 
(
VI
e
 
siècle 
apr. J.-C.
)

      └─o 
Grec
 
(
IX
e
 
siècle
 
av. J.-C.
)

        ├─o 
Étrusque
 
(
VIII
e
 
siècle
 
av. J.-C.
)

        | └─o 
Latin
 
(
V
e
 
siècle
 
av. J.-C.
 - 
IV
e
 
siècle
 
av. J.-C.
)

        ├─o 
Copte
 
(
IV
e
 
siècle 
apr. J.-C.
)

        ├─o 
Géorgien
 
(début du 
V
e
 
siècle 
apr. J.-C.
)

        ├─o 
Arménien
 
(début du 
V
e
 
siècle 
apr. J.-C.
)

        └─o 
Cyrillique
 
(
IX
e
 
siècle 
apr. J.-C.
)
```

## Alphabets de langages naturels
- Latin
- Cyrillique
- Grec
- Arménien
- Géorgien
- Hangul (alphabétique distinctif)

- Hanzi [L]
- Kana [S] / Kanji [L]
- Hanja[L] (limité)

- Arabe
- Hébreu

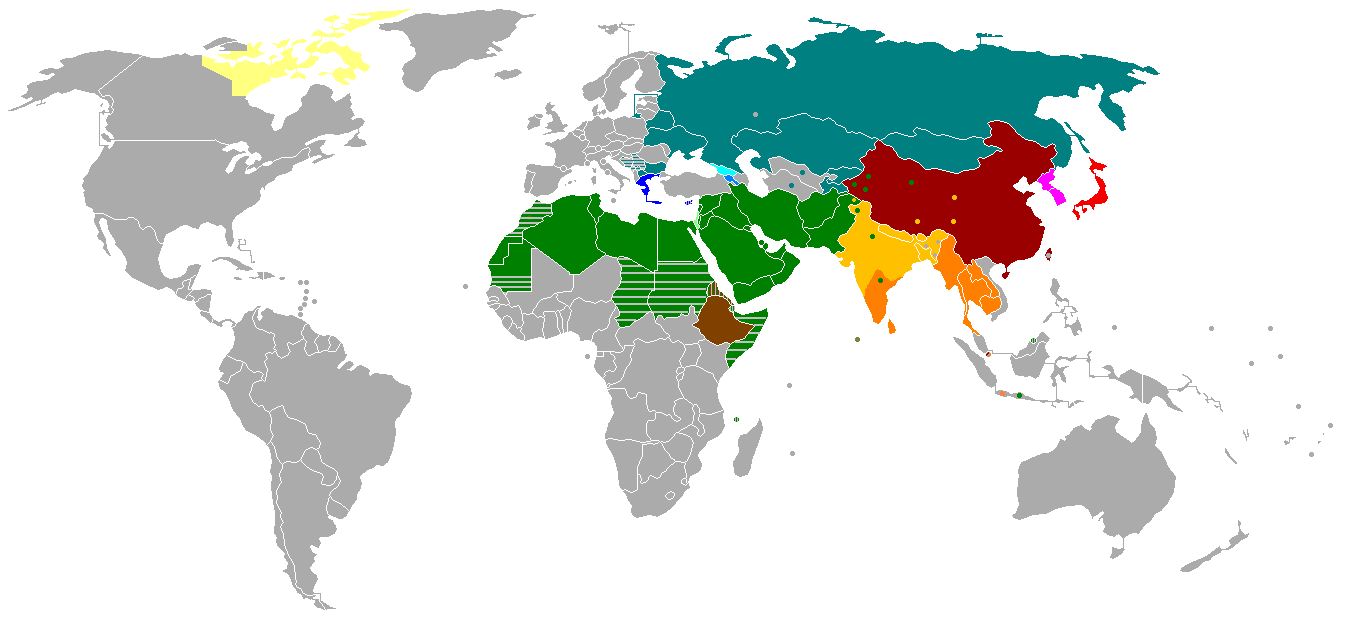
Alphabets prédominants nationaux et régionaux ou minoritaires sélectionnés
Alphabétique :
Latin
Cyrillique
Grec
Arménien
Géorgien
Hangul (alphabétique distinctif)
[[Logogramme|[L]ogographique]] et [[Syllabaire|[S]yllabique]] :
Hanzi [L]
Kana [S] / Kanji [L]
Hanja[L] (limité)
Abjad :
Arabe
Hébreu
Abugida :
Brahmique du Nord
Brahmique du Sud
Guèze
Thaana
Syllabaire canadien

- alphabet arabe (généralement, mais pas toujours, un abjad - voir notamment Xiao'erjing) ;
- alphabet araméen (abjad) ;
- Alphabet Arebica (utilisé pour écrire le bosnien aux XVIe et XVIIe siècles);
- alphabet arménien ;
- alphabet avestique ;
- alphabet batak ;
- bopomofo ;
- alphabet braille ;
- alphabet carien ;
- alphabet copte ;
- alphabet cyrillique (certaines langues slaves) ;
- alphabet dactylologique ou alphabet manuel
- alphabet étrusque ;
- alphabet gotique ;
- alphabet grec ;
- alphabet géorgien (mxedruli, nusxuri et asomtavruli) ;
- alphabet glagolitique ;
- alphabet guèze ;
- hangul (alphabet coréen) ;
- alphabet hébreu (abjad) ;
- alphabet japonais ;
- alphasyllabaire khmer ;
- alphabet latin : connaît de nombreux dérivés, avec signes ajoutés ou retranchés (par exemple l’alphabet de l'espéranto, celui de l’italien ou du français ; ce dernier se base sur l’alphabet latin moderne à vingt-six lettres, enrichi par 13 voyelles accentuées, une consonne diacritée « ç » et deux ligatures « æ » et « œ »), ainsi que des variantes graphiques ;
- alphabet linéaire (ou protocananéen ou encore protosinaïtique, bien que tous ces termes ne soient pas exactement équivalents) ;
- alphabet mandéen (abjad) ;
- Mandombe ;
- alphabet Morse ;
- N'ko (l'alphabet de la langue littéraire des Mandingues d'Afrique occidentale) ;
- alphabet nubien ;
- alphabet ougaritique (abjad ou alphabet, selon l'interprétation qu'on en fait) ;
- alphabet de l'Orkhon ;
- pehlevi (abjad) ;
- alphabet perso-arabe ;
- alphabet phénicien (abjad) ;
- alphabet phonétique international ;
- alphabet punique (abjad) ;
- alphabet nabatéen (abjad) ;
- alphabet radio ;
- alphabet runique ;
- alphabet syriaque (abjad) ;
- alphabet thaï ;
- alphabet tifinagh ;
- écriture du manuscrit de Voynich (dont la nature reste inconnue à ce jour[Quand ?]).

Notes :
- ont été classées dans cette liste des écritures qui ne sont pas réellement des alphabets mais des abjads, c'est-à-dire des écritures ne notant que les consonnes ou principalement les consonnes, souvent nommés de manière courante alphabets. On se reportera à l'article en question pour plus de détails. Dans ces écritures, de plus, les lettres ont plus ou moins tendance à changer de forme selon le contexte ;
- les alpha-syllabaires ─ écritures notant les consonnes accompagnées d'une voyelle fondamentale par un seul signe mais indiquant les autres voyelles par un signe annexe ─ sont recensés dans leur propre article, bien qu'on les nomme souvent mais improprement aussi alphabets. Dans ces écritures, les lettres changent souvent de forme selon leur place dans la syllabe ;
- le fonctionnement du hangul en fait une écriture très originale mais bien alphabétique : les phonèmes sont visuellement regroupés par syllabe mais les blocs syllabiques créés ne constituent pas des graphèmes indépendants.

## Alphabets récents et de transcription
Les langues dont la notation écrite est récente (nombre de langues africaines), celles dont l'écriture n'est pas latine voire alphabétique (mandarin, japonais) ou celles dont l'écriture est ambiguë et nécessite une explicitation phonétique dans le cadre de textes didactiques sont le plus souvent écrites ou transcrites au moyen de signes alphabétiques (latins pour l'essentiel). Ainsi, certaines langues africaines sont écrites au moyen de l'alphabet pan-nigérian, des langues purement orales le sont de plus en plus grâce à l'alphabet phonétique international (qui permet de noter plus ou moins bien toutes les langues), une langue à écriture non alphabétique comme le mandarin peut être transcrite en pinyin et l'on utilise en phonétique historique des langues romanes la transcription de Bourciez, toutes écritures alphabétiques.
On se reportera à la liste des méthodes de transcription pour plus de détails.

### Alphabets imaginaires
Certains auteurs de littérature fantastique et de science-fiction ont développé un alphabet imaginaire pour donner un relief supplémentaire aux peuples et aux cultures qu'ils ont créés :
- l'alphabet énochien, créé par John Dee au XVIe siècle, comme langue supposée des anges ;
- les tengwar, une écriture des Elfes dans l'univers des romans de fantasy la Terre du Milieu de J. R. R. Tolkien (en particulier du Seigneur des anneaux) ;
- l'alphabet klingon de la série télévisée Star Trek ;
- l'alphabet du Codex Seraphinianus créé par l'artiste italien Luigi Serafini dans les années 1970 ;
- l'alphabet D'ni de l'univers du jeu vidéo Myst et de ses suites ;
- les alphabets Daedra, Dragon et Falmer de l'univers des jeux vidéo The Elder Scrolls ;
- L'aurebesh basic de Star Wars, développé par Stephen Crane pour West End Games dans le Companion Star Wars Miniatures Battles (1994), pour une utilisation dans le jeu Star Wars Miniatures Battles Games et Star Wars: Le jeu de rôle. Il y aura aussi des aurebesh créés pour les cultures mandalorienne, géonosienne, umbari, etc.
- l'alphabet galactique standard utilisé dans les jeux vidéo Commander Keen ;
- les différents alphabet hyliens et sheika utilisés dans les jeux vidéo de la saga The Legend of Zelda

### Alphabets littéraires
- « Avez-vous remarqué combien l'Y est une lettre pittoresque qui a des significations sans nombre ? – L'arbre est un Y ; l'embranchement de deux routes est un Y ; le confluent de deux rivières est un Y ; une tête d'âne ou de bœuf est un Y ; un verre sur son pied est un Y ; un lys sur sa tige est un Y ; un suppliant qui lève les bras au ciel est un Y. » Victor Hugo, En voyage – Alpes et Pyrénées, IV Sur la route d'Aix-les-Bains.
- Alors qu'il venait d'acquérir vingt-quatre lettrines gravées, un éditeur demanda à Paul Valéry d'y associer vingt-quatre poèmes en prose dont chacun commencerait par une lettre différente. L'écrivain se proposa aussitôt d'y évoquer les vingt-quatre heures du jour, composa le recueil sans tout à fait l'achever, mais ne le publia pas. À certaines lettres de l'alphabet correspondent plusieurs poèmes.
- « A noir, E blanc, I rouge, U vert, O bleu, voyelles » Arthur Rimbaud, poème Voyelles issu du recueil Poésies complètes. Le sonnet de Rimbaud associe les cinq voyelles de l'alphabet latin.

## Système de codage
Le terme alphabet est parfois utilisé pour désigner divers systèmes de codage :
- alphabet Morse
- codes ou « alphabets » techniques
  - Page de code
  - Alphabet radio
  - Langage (aéronautique)

Par extension, l’alphabet devient un concept mathématique abstrait en théorie mathématique des langages. Mathématiquement, un alphabet est un ensemble, dont les éléments sont appelés lettres, à partir duquel les mots sont engendrés, comme suites de lettres ; cela permet de développer des algorithmes s’appuyant sur cette théorie, avec des applications en informatique notamment (voir la théorie des automates).

## Phrases alphabétiques
Une phrase contenant l'ensemble des lettres de l’alphabet (par exemple, 26 lettres pour le français) est nommée pangramme. Voici quelques exemples :
- 32 lettres : Juge, flambez l'exquis patchwork d’Yvon (Thérèse Amiel)
- 35 lettres : The quick brown fox jumps over the lazy dog
- 37 lettres : Portez ce vieux whisky au juge blond qui fume (a la particularité d'être un alexandrin)
- 39 lettres : Voyez le brick géant que j'examine près du wharf
- 40 lettres : Portefaix, buvez ce whisky limonade que je goûte
- 54 lettres : Voix ambiguë d'un chœur qui au zéphyr préfère les jattes de kiwis